# Worlaby, East Lindsey
Worlaby är en by i civil parish Maidenwell, i distriktet East Lindsey, i grevskapet Lincolnshire, i England. Byn är belägen 10 km från Louth. Worlaby var en civil parish fram till 1936 när blev den en del av Maidenwell. Civil parish hade 35 invånare år 1931. Byn nämndes i Domedagsboken (Domesday Book) år 1086, och kallades då Wlurice(s)bi.